# ال روبیور
ال روبیور (به اسپانیایی: El Rubio) یک منطقهٔ مسکونی در اسپانیا است که در سبیا واقع شده‌است. ال روبیور ۲۱ کیلومتر مربع مساحت دارد ۲۰۹ متر بالاتر از سطح دریا واقع شده‌است.